# Alberto Garutti
Alberto Garutti (Galbiate, 18 maggio 1948 – 24 giugno 2023) è stato un artista italiano.
Garutti è stato un esponente dell'Arte Pubblica in Italia. Fino al 2013 è stato titolare della Cattedra di Pittura presso l'Accademia di Brera di Milano. Ha inoltre insegnato presso lo IUAV di Venezia e la Facoltà di Design e Arti al Politecnico di Milano.

## Biografia
Alberto Garutti nasce a Galbiate, in provincia di Lecco, nel 1948. Negli anni '50 si trasferisce con la famiglia a Milano, dove si laurea in Architettura al Politecnico e intraprende la carriera artistica collaborando, sin dai primi anni, con gallerie nazionali e internazionali come Banco a Brescia di Massimo Minini e Paul Maenz Galerie a Colonia.

Piccolo Museion a Bolzano

Nel 1990 partecipa alla Biennale di Venezia, dove espone, in una sala personale, opere provenienti dalla serie Orizzonti. Dall'inizio degli anni novanta, alterna la sua carriera artistica con l'insegnamento presso l'Accademia di Brera.
La prima opera pubblica viene realizzata nel 1997 (da un progetto iniziato già nel 1994) a Fabrica, frazione di Peccioli, all'interno della rassegna Arte a Peccioli a cura di Antonella Soldaini.
Pur continuando ad esporre anche in spazi privati, dal 1998 in avanti sono numerosi i progetti che vedono Garutti impegnato per la realizzazione di opere pubbliche.
Nel 1998 realizza a Bergamo l'opera pubblica Ai nati oggi, che verrà riproposta allo S.M.A.K. Museum di Gand in Belgio nel 2000 ed alla Biennale d'arte di Istanbul nel 2001 presso il Ponte sul Bosforo; nel 2000 realizza il rifacimento della facciata di un palazzo -sede della Corale Vincenzo Bellini di Colle Val d'Elsa- per Arte all'Arte; nel 2002 a Kanazawa in Giappone l'opera Dedicato agli abitanti delle case, in collaborazione con il 21st Century Museum of Contemporary Art; nel 2003 progetta a Bolzano (in collaborazione con Museion) l'opera pubblica Piccolo Museion e l'opera Irrigatori presso la sede Tiscali a Cagliari.
Nel 2009 presenta l'opera il cane qui ritratto appartiene a una delle famiglie di Trivero, Quest'opera è dedicata a loro e alle persone che sedendosi qui ne parleranno commissionata dalla Fondazione Zegna. Nel 2009 viene allestita, prima presso gli spazi del MAXXI di Roma e qualche mese dopo alla Fondazione Sandretto Re Rebaudengo di Torino, l'opera Temporali. Nel 2010 l'opera Tutti i passi che ho fatto nella mia vita mi hanno portato qui, ora (proposta per la prima volta a Siena nel 2004) viene installata negli spazi dell'Aeroporto di Malpensa e della Stazione Cadorna di Milano.
Nel 2012 Milano gli dedica la sua prima retrospettiva al PAC, dove si ripercorrono i punti cardine della sua carriera nella mostra Didascalia/Caption. In contemporanea alla mostra viene inaugurata la sua prima opera d'arte pubblica a Milano, inserita nel nuovo complesso architettonico di piazza Gae Aulenti.
Nel 2017 vince un concorso internazionale ad inviti che lo porta a realizzare nel 2019 tre monumentali opere pubbliche permanenti presso la Tenuta Ca' Corniani di Genagricola, holding agricola di Generali Italia. Sempre nel 2019, Garutti presenta in Piazza del Popolo a Roma l'opera Ai nati oggi.
Nel 2021 la Fondazione MAXXI acquisisce una sua opera per la collezione permanente, esposta in occasione dell'apertura al pubblico del nuovo museo MAXXI L'Aquila.

## Riconoscimenti
- Nel 2011 il lavoro per la Corale Vincenzo Bellini viene selezionato da Creative Time di New York, tra i 100 progetti pubblici della mostra Living as Form: Socially Engaged Art from 1991-2011.[24]